# Groupement de soutien de la base de défense d'Orléans - Bricy
Le groupement de soutien de la base de défense d'Orléans - Bricy (GSBdD OAN) est un organisme militaire interarmées du service du commissariat des armées créé le 1er janvier 2011. Son rôle est de soutenir dans le domaine de l'administration générale et du soutien courant, toutes les unités militaires stationnées dans le périmètre de la base de Défense. 
Son état-major, ses services centraux et l'un de ses deux pôles de commissariat sont basés au sein de la base aérienne 123, sur la commune de Boulay-les-Barres. Le groupement dispose d'un second pôle de commissariat, situé au Quartier Bellecombe à Orléans centre, qui soutient les sites d'Orléans, d'Olivet, de Chanteau et de Gien.